# Kennecott (Alaska)
Pour les articles homonymes, voir Kennicott.
Kennecott est un camp minier abandonné, au nord de Valdez, dépendant de la Région de recensement de Valdez-Cordova, en Alaska, et situé dans le Parc national de Wrangell-St. Elias. Proche de mines de cuivre les plus pures de la planète (70 % de cuivre dans le minerai ), celles-ci furent exploitées jusqu'à leur épuisement, à la fin des années 1940. Le camp Kennecott a été déclaré National Historic Landmark en 1986.

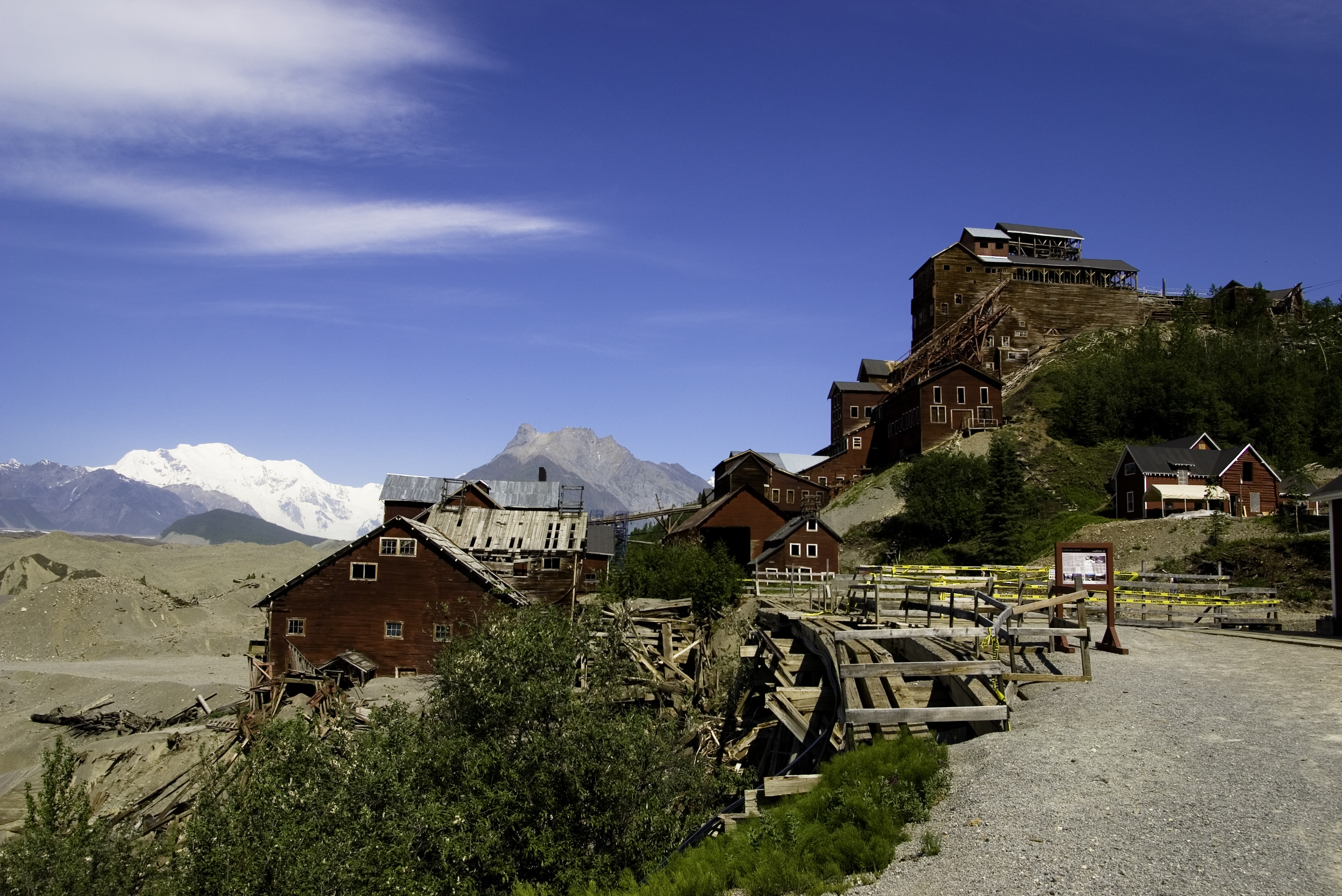
Les anciennes installations minières de Kennicott

## Histoire
Dès 1898, de nombreux chercheurs d'or débarquent à Valdez et remontent la vallée de la Copper River (rivière du cuivre), pour rejoindre les concessions minières du Klondike. En août 1900, un groupe de 11 prospecteurs, qui sondaient la Chitina River, observent de hautes falaises vertes, entre le Mc Carthy creek et le glacier Kennicott. En s'approchant, ils découvrent qu'il s'agit d'un important affleurement de cuivre. Ils délimitent alors une concession qu'ils revendent à l'ingénieur des mines Stephen Birch. En 1905, un trust formé par les frères Guggenheim et le banquier J.P. Morgan rachète l'exploitation et entreprend d'aménager l'accès aux mines. Le lieu sera appelé Kennicott, du nom du glacier alimentant la Kennicott River. Mais une erreur administrative de transcription l'a fait inscrire sous le nom Kennecott.

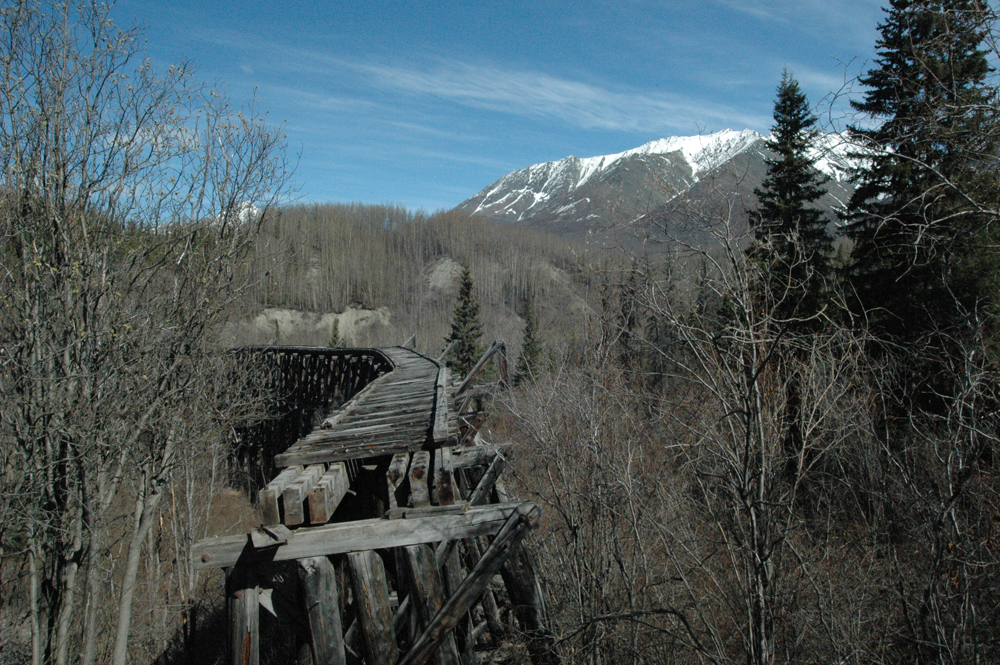
L'ancienne voie de chemin de fer

Après de nombreuses difficultés, s'ouvre en 1911 la Copper River and Northwestern Railway, destinée à transporter le minerai depuis Kennecott jusqu'à Cordova sur 320 kilomètres.
En 1938, le filon étant épuisé, les installations de Kennecott sont abandonnées, ainsi que la petite ville de McCarthy, située à quelques kilomètres, laquelle hébergeait les commerces, saloons et autres lieux de distraction des mineurs. La mine avait produit 500 000 tonnes de minerai pour une valeur de 200 millions de dollars.

## Actuellement

La route vers McCarthy

Depuis 1960, une route non goudronnée de 90 kilomètres relie Chitina et McCarthy-Kennecott, ce qui a permis le développement du tourisme. La ville de McCarthy proposant restauration et hébergement, est accessible par deux ponts successifs, dont l'un piétonnier, et des navettes assurent le transport des touristes vers les anciennes installations de la mine.